# 1954 en Suisse
Chronologie de la Suisse
- 1950
- 1951
- 1952
- 1953
- 1954
- 1955
- 1956
- 1957
- 1958

Chronologie de la Suisse
1953 en Suisse - 1954 en Suisse - 1955 en Suisse

## Gouvernement au1erjanvier 1954
- Conseil fédéral[1]:
  - Rodolphe Rubattel PRD, président de la Confédération
  - Max Petitpierre PRD, vice-président de la Confédération
  - Philipp Etter PDC,
  - Karl Kobelt PRD
  - Markus Feldmann UDC
  - Hans Streuli PRD
  - Josef Escher PDC

## Évènements

### Janvier
Samedi 2 janvier 
- Incendie des baraquements de la Dixence (VS). Les dégâts s’élèvent à un million de francs.

 Lundi 11 janvier 
- Plusieurs avalanches se déclenchent en Suisse centrale. On dénombre 20 morts.

 Jeudi 28 janvier 
- Premières images émises par la future Télévision suisse romande à partir du Palais Eynard à Genève.

### Février
Dimanche 21 février 
- Le gouvernement de Bâle-Ville sonde les femmes sur leur intérêt à obtenir le droit de vote. Avec une participation de 59 %, elles sont 33 166 à se prononcer en faveur du suffrage féminin et 12 327 à y être opposées.
- Pour la quatrième fois de son histoire, le HC Arosa devient champion de Suisse de hockey-sur-glace.

 Mercredi 24 février 
- Décès à Saint-Blaise (NE), à l’âge de 75 ans, du peintre Théophile Robert.

 Samedi 27 février 
- En raison des basses eaux, les ports du Rhin à Bâle n’ont traité que 86 710 tonnes de marchandises durant le mois de février, contre 258 166 tonnes en février 1953.

### Mars
Dimanche 7 mars 
- Élections cantonales dans le Canton de Vaud. Paul Chaudet (PRD), Pierre Oguey (PRD), Alfred Oulevay (PRD), Gabriel Despland (PRD), Edmond Jaquet (PLS) et Louis Guisan (PLS) sont élus au Conseil d’État lors du 1er tour de scrutin.

 Jeudi 11 mars 
- Décès à Lausanne, à l’âge de 81 ans, de l’architecte Alphonse Laverrière.

 Vendredi 12 mars 
- Élections cantonales dans le Canton de Vaud. Arthur Maret (PSS) est élu tacitement au Conseil d’État.

 Mardi 23 mars 
- Début de la première édition des Six jours de Zurich.

 Samedi 28 mars 
- 20 000 manifestants protestent devant le Palais fédéral à Berne contre les augmentations prévues des prix des logements, du pain et du lait.

 Mardi 30 mars 
- Conclusion d’un accord commercial entre la Suisse et Cuba.

### Avril
Dimanche 25 avril 
- La rencontre internationale Suisse-Allemagne, disputée à Bâle est le premier match de football retransmis en direct par la télévision.

 Lundi 26 avril 
- Début de la Conférence des États asiatiques à Genève.

 Mardi 27 avril 
- Inauguration de l’École cantonale d’agriculture de Cernier (NE).

 Jeudi 29 avril 
- Création de la Confrérie du Guillon, au château de Glérolles, à Rivaz (VD).

### Mai
Samedi 8 mai 
- Ouverture de la Conférence de l’Indochine à Genève.

 Dimanche 9 mai 
- 20 000 paysans manifestent à Berne contre la baisse du prix du lait à la production.
- Le FC La Chaux-de-Fonds s’adjuge, pour la première fois de son histoire, le titre de champion de Suisse de football.

 Vendredi 14 mai 
- Ouverture à Berne de l’exposition internationale HOSPES, consacrée aux arts de l’hospitalité.

 Dimanche 16 mai 
- Élections cantonales à Berne. Max Gafner (UDC), Walter Siegenthaler (UDC), Fritz Giovanoli (PSS), Samuel Brawand (PSS), Virgile Moine (PRD), Dewet Buri (UDC), Rudolf Gnägi (UDC), Robert Bauder (PRD) et Henri Huber (PSS) sont élus au Conseil d’État lors du 1er tour de scrutin.
- Décès au Pérou, à l’âge de 38 ans, du photographe Werner Bischof.

 Lundi 17 mai 
- Premier coup de pioche du chantier du CERN, à Meyrin (GE), sur un terrain offert par la commune.

 Samedi 22 mai 
- Remplacement par des autobus du tramway Gland-Begnins (VD).

 Dimanche 23 mai 
- Inauguration du Stade olympique de la Pontaise à Lausanne.

 Jeudi 27 mai 
- Inauguration de la ligne aérienne Zurich-Genève-São Paulo.

### Juin
Dimanche 6 juin 
- La Télévision suisse romande inaugure son premier car de reportage pour la retransmission de la Fête des narcisses à Montreux (VD).

 Dimanche 13 juin 
- Inauguration du Stade des Charmilles à Genève.* Vernissage de l’exposition Fragonard au Musée des beaux-arts de Berne.
- Le Zurichois Carlo Clerici remporte le Tour cycliste d’Italie.

 Mardi 15 juin 
- Fondation à Bâle, de l’UEFA.

 Mercredi 16 juin 
- Début de la phase finale de la Coupe du monde de football à Genève, Lausanne, Berne et Zurich.

 Dimanche 20 juin 
- Votations fédérales. Le peuple rejette, par 380 213 non (66,9 %) contre 187 729 oui (33,1 %), l’arrêté fédéral instituant le régime du certificat de capacité dans les métiers de cordonnier, coiffeur, sellier et charron.
- Votations fédérales. Le peuple rejette, par 309 083 non (56,0 %) contre 243 311 oui (44,0 %), l’Arrêté fédéral concernant une aide extraordinaire aux Suisses de l'étranger victimes de la guerre.

 Lundi 21 juin 
- Un Convair de Swissair est forcé à atterrir de nuit dans la Manche à la suite d’une panne de carburant. L’accident fait trois morts, et la compagnie licencie l’équipage.

### Juillet
Dimanche 4 juillet 
- Au stade du Wankdorf de Berne, l’Allemagne remporte la Coupe du monde de football en battant la Hongrie par 3 buts à 2.

 Mercredi 7 juillet 
- Temps exceptionnellement froid pour la saison. Des chutes de neige sont observées à 1 100 m d’altitude.

 Jeudi 8 juillet 
- Ouverture du Tir fédéral à Lausanne.

 Lundi 19 juillet 
- Décès à Lugano (TI), à l’âge de 64 ans, de l’architecte Hannes Meyer, directeur du Bauhaus.

 Mercredi 21 juillet 
- Signature des Accords de Genève entre la République française et la République démocratique du Viêt Nam.

 Jeudi 22 juillet 
- Inauguration du téléphérique Wengen-Männlichen (BE).

 Mercredi 28 juillet 
- Décès à Lausanne, à l’âge de 66 ans, du psychiatre et psychanalyste Charles Odier.

### Août
Dimanche 1er août 
- Décès à Genève, à l’âge de 71 ans, de l’écrivain Charles-Albert Cingria.

 Lundi 9 août 
- Grève à l’usine d’aluminium de Chippis (VS).

 Jeudi 12 août 
- Décès à Berne, à l’âge de 77 ans, de Konrad Ilg, père de la Paix du travail.

 Vendredi 13 août 
- La coopérative Migros annonce que sa filiale Migrol va étendre son réseau de stations-service à tout le pays.

 Samedi 14 août 
- L’Italien Pasquale Fornara remporte le Tour de Suisse cycliste.

 Dimanche 22 août 
- Grand Prix automobile de Suisse, sur le circuit de Bremgarten, à Berne, dernière compétition de Formule 1 à avoir été organisée en Suisse.

 Mercredi 25 août 
- Ouverture des Championnats d’Europe d’athlétisme à Berne.
- Au Burgenstock (NW), l’actrice américaine Audrey Hepburn épouse l’acteur américain Mel Ferrer. Le couple s’installe en Suisse.

 Dimanche 29 août 
- Inauguration à Granges (SO) d’un monument à la mémoire du révolutionnaire et patriote italien Giuseppe Mazzini, qui fut réfugié dans la ville au XIXe siècle.

### Septembre
Mercredi 1er septembre 
- Débuts des IXe Rencontres internationales de Genève dont le thème est cette année  Le Nouveau Monde et l'Europe .

 Dimanche 5 septembre 
- 20 000 personnes assistent à un meeting aéronaval sur le Lac Léman, au large d’Ouchy (VD).

 Samedi 11 septembre 
- Ouverture du 35e Comptoir suisse à Lausanne. L’Inde en est le pays hôte d’honneur.

 Jeudi 16 septembre 
- Ouverture de l’Exposition suisse d’agriculture à Lucerne.

 Samedi 25 septembre 
- Effondrement d’une tour au Mauvoisin. On dénombre 5 morts et les dégâts s’élèvent à plusieurs millions de francs.

 Mercredi 29 septembre 
- Les douze pays européens partenaires du projet ratifient la convention créant officiellement le CERN.

### Octobre
Samedi 9 octobre 
- Vernissage, au Kunsthaus de Zurich, de l’exposition consacrée à Vincent van Gogh.

 Dimanche 10 octobre 
- Le clown Grock donne à Hambourg (Allemagne) sa dernière représentation dans son manège tournant.

 Mardi 19 octobre 
- Inauguration de la grande salle du palais de Beaulieu à Lausanne. Avec ses 1900 places, elle est la plus vaste de Suisse.

 Dimanche 24 octobre 
- Votations fédérales. Le peuple approuve, par 457 527 oui (70,0 %) contre 196 188 non (30,0 %), l’arrêté fédéral concernant le régime financier de 1955 à 1958.

 Samedi 30 octobre 
- Décès à Leysin (VD), à l’âge de 80 ans, du médecin Auguste Rollier, auteur d’un nouveau traitement de la tuberculose.

### Novembre
Mardi 2 novembre 
- Décès à Genève, à l’âge de 84 ans, du mathématicien Henri Fehr.

 Samedi 6 novembre 
- Décès à Saint-Maurice (VS), à l’âge de 66 ans, du compositeur Louis Broquet.

 Dimanche 7 novembre 
- Inauguration des orgues restaurées du Château de Valère à Sion (VS).

 Mercredi 10 novembre 
- Décès à Saignelégier (JU), à l’âge de 85, d’Alcide Grimaître, fondateur du journal Le Franc-Montagnard.

 Jeudi 11 novembre 
- Décès à Genève, à l’âge de 65 ans, du peintre Maurice Barraud.

 Dimanche 21 novembre 
- Création à Berne de l'Union Suisse pour la protection des civils.

 Vendredi 26 novembre 
- Visite officielle d’Hailé Sélassié, empereur d’Éthiopie.

 Dimanche 28 novembre 
- Élections cantonales à Genève. Alfred Borel (PRD), Jean Dutoit (PRD), Emile Dupont (Parti chrétien-social), François Perréard (PLS), Aymon de Senarclens (PLS), Jean Treina (PSS) et Charles Duboule (PRD) sont élus au Conseil d’État lors du 1er tour de scrutin.

### Décembre
Dimanche 5 décembre 
- Votations fédérales. Le peuple rejette, par 504 330 non (68,8 %) contre 229 114 oui (31,2 %), l'initiative populaire « pour la protection des sites depuis la chute du Rhin jusqu'à Rheinau ».

 Jeudi 9 décembre 
- Décès lors d’une séance du parlement, à l’âge de 69 ans, du conseiller fédéral Josef Escher.

 Lundi 13 décembre 
- Les socialistes renoncent à présenter un candidat au Conseil fédéral.

 Jeudi 16 décembre 
- Triple élection au Conseil fédéral. Giuseppe Lepori (PDC), Thomas Holenstein (PDC) et Paul Chaudet (PRD) sont élus pour remplacer Karl Kobelt (PRD), Josef Escher (PDC) et Rodolphe Rubattel (PRD).

 Vendredi 24 décembre 
- Une avalanche tue 4 personnes à Fionney (VS).

 Lundi 27 décembre 
- Décès à Genève, à l’âge de 74 ans, du peintre Eugène Martin.

### Avril
Dimanche 25 avril 
- La rencontre internationale Suisse-Allemagne, disputée à Bâle est le premier match de football retransmis en direct par la télévision.

 Lundi 26 avril 
- Début de la Conférence des États asiatiques à Genève.

 Mardi 27 avril 
- Inauguration de l’École cantonale d’agriculture de Cernier (NE).

 Jeudi 29 avril 
- Création de la Confrérie du Guillon, au château de Glérolles, à Rivaz (VD).

### Mai
Samedi 8 mai 
- Ouverture de la Conférence de l’Indochine à Genève.

 Dimanche 9 mai 
- 20 000 paysans manifestent à Berne contre la baisse du prix du lait à la production.
- Le FC La Chaux-de-Fonds s’adjuge, pour la première fois de son histoire, le titre de champion de Suisse de football.

 Vendredi 14 mai 
- Ouverture à Berne de l’exposition internationale HOSPES, consacrée aux arts de l’hospitalité.

 Dimanche 16 mai 
- Élections cantonales à Berne. Max Gafner (UDC), Walter Siegenthaler (UDC), Fritz Giovanoli (PSS), Samuel Brawand (PSS), Virgile Moine (PRD), Dewet Buri (UDC), Rudolf Gnägi (UDC), Robert Bauder (PRD) et Henri Huber (PSS) sont élus au Conseil d’État lors du 1er tour de scrutin.
- Décès au Pérou, à l’âge de 38 ans, du photographe Werner Bischof.

 Lundi 17 mai 
- Premier coup de pioche du chantier du CERN, à Meyrin (GE), sur un terrain offert par la commune.

 Samedi 22 mai 
- Remplacement par des autobus du tramway Gland-Begnins (VD).

 Dimanche 23 mai 
- Inauguration du Stade olympique de la Pontaise à Lausanne.

 Jeudi 27 mai 
- Inauguration de la ligne aérienne Zurich-Genève-São Paulo.

### Juin
Dimanche 6 juin 
- La Télévision suisse romande inaugure son premier car de reportage pour la retransmission de la Fête des narcisses à Montreux (VD).

 Dimanche 13 juin 
- Inauguration du Stade des Charmilles à Genève.* Vernissage de l’exposition Fragonard au Musée des beaux-arts de Berne.
- Le Zurichois Carlo Clerici remporte le Tour cycliste d’Italie.

 Mardi 15 juin 
- Fondation à Bâle, de l’UEFA.

 Mercredi 16 juin 
- Début de la phase finale de la Coupe du monde de football à Genève, Lausanne, Berne et Zurich.

 Dimanche 20 juin 
- Votations fédérales. Le peuple rejette, par 380 213 non (66,9 %) contre 187 729 oui (33,1 %), l’arrêté fédéral instituant le régime du certificat de capacité dans les métiers de cordonnier, coiffeur, sellier et charron.
- Votations fédérales. Le peuple rejette, par 309 083 non (56,0 %) contre 243 311 oui (44,0 %), l’Arrêté fédéral concernant une aide extraordinaire aux Suisses de l'étranger victimes de la guerre.

 Lundi 21 juin 
- Un Convair de Swissair est forcé à atterrir de nuit dans la Manche à la suite d’une panne de carburant. L’accident fait trois morts, et la compagnie licencie l’équipage.

### Juillet
Dimanche 4 juillet 
- Au stade du Wankdorf de Berne, l’Allemagne remporte la Coupe du monde de football en battant la Hongrie par 3 buts à 2.

 Mercredi 7 juillet 
- Temps exceptionnellement froid pour la saison. Des chutes de neige sont observées à 1 100 m d’altitude.

 Jeudi 8 juillet 
- Ouverture du Tir fédéral à Lausanne.

 Lundi 19 juillet 
- Décès à Lugano (TI), à l’âge de 64 ans, de l’architecte Hannes Meyer, directeur du Bauhaus.

 Mercredi 21 juillet 
- Signature des Accords de Genève entre la République française et la République démocratique du Viêt Nam.

 Jeudi 22 juillet 
- Inauguration du téléphérique Wengen-Männlichen (BE).

 Mercredi 28 juillet 
- Décès à Lausanne, à l’âge de 66 ans, du psychiatre et psychanalyste Charles Odier.

### Août
Dimanche 1er août 
- Décès à Genève, à l’âge de 71 ans, de l’écrivain Charles-Albert Cingria.

 Lundi 9 août 
- Grève à l’usine d’aluminium de Chippis (VS).

 Jeudi 12 août 
- Décès à Berne, à l’âge de 77 ans, de Konrad Ilg, père de la Paix du travail.

 Vendredi 13 août 
- La coopérative Migros annonce que sa filiale Migrol va étendre son réseau de stations-service à tout le pays.

 Samedi 14 août 
- L’Italien Pasquale Fornara remporte le Tour de Suisse cycliste.

 Dimanche 22 août 
- Grand Prix automobile de Suisse, sur le circuit de Bremgarten, à Berne, dernière compétition de Formule 1 à avoir été organisée en Suisse.

 Mercredi 25 août 
- Ouverture des Championnats d’Europe d’athlétisme à Berne.
- Au Burgenstock (NW), l’actrice américaine Audrey Hepburn épouse l’acteur américain Mel Ferrer. Le couple s’installe en Suisse.

 Dimanche 29 août 
- Inauguration à Granges (SO) d’un monument à la mémoire du révolutionnaire et patriote italien Giuseppe Mazzini, qui fut réfugié dans la ville au XIXe siècle.

### Septembre
Mercredi 1er septembre 
- Débuts des IXe Rencontres internationales de Genève dont le thème est cette année  Le Nouveau Monde et l'Europe .

 Dimanche 5 septembre 
- 20 000 personnes assistent à un meeting aéronaval sur le Lac Léman, au large d’Ouchy (VD).

 Samedi 11 septembre 
- Ouverture du 35e Comptoir suisse à Lausanne. L’Inde en est le pays hôte d’honneur.

 Jeudi 16 septembre 
- Ouverture de l’Exposition suisse d’agriculture à Lucerne.

 Samedi 25 septembre 
- Effondrement d’une tour au Mauvoisin. On dénombre 5 morts et les dégâts s’élèvent à plusieurs millions de francs.

 Mercredi 29 septembre 
- Les douze pays européens partenaires du projet ratifient la convention créant officiellement le CERN.

### Octobre
Samedi 9 octobre 
- Vernissage, au Kunsthaus de Zurich, de l’exposition consacrée à Vincent van Gogh.

 Dimanche 10 octobre 
- Le clown Grock donne à Hambourg (Allemagne) sa dernière représentation dans son manège tournant.

 Mardi 19 octobre 
- Inauguration de la grande salle du palais de Beaulieu à Lausanne. Avec ses 1900 places, elle est la plus vaste de Suisse.

 Dimanche 24 octobre 
- Votations fédérales. Le peuple approuve, par 457 527 oui (70,0 %) contre 196 188 non (30,0 %), l’arrêté fédéral concernant le régime financier de 1955 à 1958.

 Samedi 30 octobre 
- Décès à Leysin (VD), à l’âge de 80 ans, du médecin Auguste Rollier, auteur d’un nouveau traitement de la tuberculose.

### Novembre
Mardi 2 novembre 
- Décès à Genève, à l’âge de 84 ans, du mathématicien Henri Fehr.

 Samedi 6 novembre 
- Décès à Saint-Maurice (VS), à l’âge de 66 ans, du compositeur Louis Broquet.

 Dimanche 7 novembre 
- Inauguration des orgues restaurées du Château de Valère à Sion (VS).

 Mercredi 10 novembre 
- Décès à Saignelégier (JU), à l’âge de 85, d’Alcide Grimaître, fondateur du journal Le Franc-Montagnard.

 Jeudi 11 novembre 
- Décès à Genève, à l’âge de 65 ans, du peintre Maurice Barraud.

 Dimanche 21 novembre 
- Création à Berne de l'Union Suisse pour la protection des civils.

 Vendredi 26 novembre 
- Visite officielle d’Hailé Sélassié, empereur d’Éthiopie.

 Dimanche 28 novembre 
- Élections cantonales à Genève. Alfred Borel (PRD), Jean Dutoit (PRD), Emile Dupont (Parti chrétien-social), François Perréard (PLS), Aymon de Senarclens (PLS), Jean Treina (PSS) et Charles Duboule (PRD) sont élus au Conseil d’État lors du 1er tour de scrutin.

### Décembre
Dimanche 5 décembre 
- Votations fédérales. Le peuple rejette, par 504 330 non (68,8 %) contre 229 114 oui (31,2 %), l'initiative populaire « pour la protection des sites depuis la chute du Rhin jusqu'à Rheinau ».

 Jeudi 9 décembre 
- Décès lors d’une séance du parlement, à l’âge de 69 ans, du conseiller fédéral Josef Escher.

 Lundi 13 décembre 
- Les socialistes renoncent à présenter un candidat au Conseil fédéral.

 Jeudi 16 décembre 
- Triple élection au Conseil fédéral. Giuseppe Lepori (PDC), Thomas Holenstein (PDC) et Paul Chaudet (PRD) sont élus pour remplacer Karl Kobelt (PRD), Josef Escher (PDC) et Rodolphe Rubattel (PRD).

 Vendredi 24 décembre 
- Une avalanche tue 4 personnes à Fionney (VS).

 Lundi 27 décembre 
- Décès à Genève, à l’âge de 74 ans, du peintre Eugène Martin.